# Thorée-les-Pins
Thorée-les-Pins is een gemeente in het Franse departement Sarthe (regio Pays de la Loire) en telt 616 inwoners (1999). De plaats maakt deel uit van het arrondissement La Flèche.

## Geografie
De oppervlakte van Thorée-les-Pins bedraagt 28,0 km², de bevolkingsdichtheid is 22,0 inwoners per km².
De onderstaande kaart toont de ligging van Thorée-les-Pins met de belangrijkste infrastructuur en aangrenzende gemeenten.

## Demografie
Onderstaande figuur toont het verloop van het inwonertal (bron: INSEE-tellingen).